# Wembley (del av en befolkad plats)
Wembley är en del av en befolkad plats i Australien. Den ligger i regionen Cambridge och delstaten Western Australia, nära delstatshuvudstaden Perth. Antalet invånare är 9 614.
Runt Wembley är det mycket tätbefolkat, med 2 103 invånare per kvadratkilometer.. Närmaste större samhälle är Perth, nära Wembley. 
Runt Wembley är det i huvudsak tätbebyggt. Genomsnittlig årsnederbörd är 820 millimeter. Den regnigaste månaden är juli, med i genomsnitt 142 mm nederbörd, och den torraste är januari, med 11 mm nederbörd.